# 559
559 (DLIX) var ett normalår som började en onsdag i den julianska kalendern.

## Händelser

### Okänt datum
- Bulgarerna och hunnerna invaderar bysantinskt territorium och gör räder, men drivs tillbaka vid Konstantinopel av Belisarius.
- Glappa efterträder sin far Ida som kung av Bernicia (traditionellt datum).
- Första framgångsrika mänskliga flygningen: en bemannad flygdrake landar närheten av närhet kinesiska Ye.[1]
- Ara Gaya, medlem av Gayakonfederationen, kapitulerar till Silla på Koreahalvön.

## Födda
- Kejsar Xuan av Norra Zhou

## Avlidna
- Wen Xuan Di av Norra Qi , kinesisk härskare
- Chen Wu Di, kinesisk härskare
- Ida, kung Bernicia (traditionellt datum)